# General Electric CF6
O General Electric CF6 é uma família de motores turbofan produzidos pela General Electric desde o final dos anos 70. Desenvolvido a partir do motor TF39, o CF6 alimenta uma grande variedades de aeronaves civis. Este motor será substituído no futuro pela família GEnx.

## Especificações
| Variantes                                                         | CF6-6 | CF6-50                                                                                                   | CF6-80A                                                                                                  | CF6-80C2                                                                                                 | CF6-80E1                                                                                                 |
| Tipo                                                              | Turbofan de rotor duplo, fluxo axial e escapamento de alta relação de desvio, câmara de combustão anular | Turbofan de rotor duplo, fluxo axial e escapamento de alta relação de desvio, câmara de combustão anular | Turbofan de rotor duplo, fluxo axial e escapamento de alta relação de desvio, câmara de combustão anular | Turbofan de rotor duplo, fluxo axial e escapamento de alta relação de desvio, câmara de combustão anular | Turbofan de rotor duplo, fluxo axial e escapamento de alta relação de desvio, câmara de combustão anular |
| Compressor                                                        | Fan e 1LP (pressão baixa) + 16HP (alta pressão)                                                          | Fan e 3LP (pressão baixa) + 14HP (alta pressão)                                                          | Fan e 3LP (pressão baixa) + 14HP (alta pressão)                                                          | Fan e 4LP (pressão baixa) + 14HP (alta pressão)                                                          | Fan e 4LP (pressão baixa) + 14HP (alta pressão)                                                          |
| Turbina                                                           | 2HP (alta pressão) + 5LP (pressão baixa)                                                                 | 2HP (alta pressão) + 4LP (pressão baixa)                                                                 | 2HP (alta pressão) + 4LP (pressão baixa)                                                                 | 2HP (alta pressão) + 5LP (pressão baixa)                                                                 | 2HP (alta pressão) + 5LP (pressão baixa)                                                                 |
| Comprimento                                                       | 0,478 m (1,57 ft)                                                                                        | 0,465 m (1,53 ft)                                                                                        | 0,424 m (1,39 ft)                                                                                        | 0,467 m (1,53 ft)                                                                                        | 0,467 m (1,53 ft)                                                                                        |
| Diâmetro                                                          | 0,267 m (0,876 ft)                                                                                       | 0,267 m (0,876 ft)                                                                                       | 0,267 m (0,876 ft)                                                                                       | 0,269 m (0,883 ft)                                                                                       | 0,290 m (0,951 ft)                                                                                       |
| Empuxo para decolagem                                             | 41 500 lbf (18 800 kgf)                                                                                  | 51 500 lbf (23 400 kgf) – 54 000 lbf (24 500 kgf)                                                        | 48 000 lbf (21 800 kgf) – 50 000 lbf (22 700 kgf)                                                        | 52 200 lbf (23 700 kgf) – 61 960 lbf (28 100 kgf)                                                        | 65 800 lbf (29 800 kgf) – 69 800 lbf (31 700 kgf)                                                        |
| Relação de pressão                                                | 25-25.2                                                                                                  | 29.2-31.1                                                                                                | 27.3-28.4                                                                                                | 27.1-31.8                                                                                                | 32.4-34.8                                                                                                |
| Relação de desvio                                                 | 5.76 - 5.92                                                                                              | 4.24 - 4.4                                                                                               | 4.59 - 4.66                                                                                              | 5 - 5.31                                                                                                 | 5 - 5.1                                                                                                  |
| Potência máxima (por empuxo específico de consumo de combustível) | 0.35 lb/lbf/h 9.9 g/kN/s                                                                                 | 0.368–0.385 lb/lbf/h 10.4–10.9 g/kN/s                                                                    | 0.355–0.357 lb/lbf/h 10.1–10.1 g/kN/s                                                                    | 0.307–0.344 lb/lbf/h 8.7–9.7 g/kN/s                                                                      | 0.332–0.345 lb/lbf/h 9.4–9.8 g/kN/s                                                                      |
| Aplicações                                                        | DC-10-10                                                                                                 | B747, DC-10-15/30, A300                                                                                  | A310, B767                                                                                               | A300/310, B747, B767, MD-11                                                                              | Airbus A330                                                                                              |
| Peso (motor seco com acessórios e opcionais)                      | 3 709 kg (8 180 lb)                                                                                      | 4 003 kg (8 820 lb) – 4 104 kg (9 050 lb)                                                                | 3 973 kg (8 760 lb) – 3 981 kg (8 780 lb)                                                                | 4 300 kg (9 480 lb) – 4 470 kg (9 850 lb)                                                                | 5 092 kg (11 200 lb)                                                                                     |
| RPM máx. em baixa pressão                                         | 3810 | 4102 | 4016 | 3854 | 3835 |
| RPM máx. em alta pressão                                          | 9925 | 10761 | 10859 | 11055 | 11105 |
| Relação de Empuxo por peso                                        | 5.08 | 5.84-5.97                                                                                                | 5.48-5.7                                                                                                 | 5.51-6.28                                                                                                | 5.86-6.22                                                                                                |